# Epiphragma (Eupolyphragma) apoense
Epiphragma (Eupolyphragma) apoense is een tweevleugelige uit de familie steltmuggen (Limoniidae). De soort komt voor in het Oriëntaals gebied.